# Veletiny
Veletiny település Csehországban, a Uherské Hradiště-i járásban. Veletiny Popovice, Vlčnov, Podolí, Hradčovice és Drslavice településekkel határos. Lakosainak száma 526 fő (2024. január 1.).

## Népesség
A település lakosságának változását az alábbi diagram mutatja:
| Lakosok száma | 370  | 477  | 601  | 691  | 639  | 552  | 559  | 551  | 522  | 526  |
|               | 1869 | 1900 | 1921 | 1961 | 1980 | 2011 | 2016 | 2019 | 2021 | 2024 |